# 232P/Hill
La comète Hill, officiellement 232P/Hill, est une comète périodique du système solaire, découverte le 18 novembre 2009 par Richard Erik Hill.